# Jägarboll
Jägarboll är en bollek som ofta används som uppvärmning på gymnastiklektionerna i skolorna. Man brukar använda en mjuk boll.

## Regler
En deltagare börjare som jägare, och kastar bollen på de andra deltagarna, som skall försöka springa iväg för att undvika den. Den som träffas blir antingen utslagen eller får vara med och jaga själv, i skolorna används ofta den senare versionen, dels för att alla skall få vara med så mycket som möjligt, och dels för att de som inte gillar idrott särskilt mycket inte skall kunna göra allt för att medvetet bli träffade precis i lekens början och sedan "sitta och lata sig" resten av tiden.
Jägaren, och de som blir tagna, brukar bära ett band så att alla ser vilka som är jägare. Ibland kör man även en annan omgång, där jägaren tar av sig bandet och de andra behåller banden tills de blir tagna eller inte.